# Gary Rensing
Gary Rensing (Saint Louis, 5 ottobre 1947) è un ex calciatore statunitense, di ruolo difensore.

## Biografia
Anche il figlio Damon ha giocato a calcio a livello universitario, per poi divenire allenatore sempre a livello universitario.

## Caratteristiche tecniche
Di ruolo difensore centrale roccioso e forte, in grado di guidare e organizzare la squadra.

## Carriera

### Club
Rensing si forma nella rappresentativa calcistica della Saint Louis University, università in cui sarà inserito nel famedio per i suoi meriti sportivi nel 1997.
Nel 1970 viene ingaggiato dai St. Louis Stars, franchigia della North American Soccer League, restandovi fino al 1977. Suo miglior piazzamento in forza agli Stars fu il raggiungimento della finale nel torneo del 1972, giocata da titolare, ove con i suoi soccombette contro i N.Y. Cosmos.
Nella stagione 1975 raggiunse invece le semifinali del torneo, perse contro i Portland Timbers.
Nella stagione 1978 viene ingaggiato dalla franchigia dell'Illinois del Chicago Sting, con cui raggiunge gli ottavi di finale, venendo eliminati dai futuri finalisti del T.B. Rowdies.
Nel 2001 è stato inserito nel "St. Louis Soccer Hall of Fame".

### Nazionale
Rensing nel 1972 ha giocato quattro incontri nelle qualificazioni al campionato mondiale 1974 con la maglia statunitense.

## Statistiche

### Cronologia presenze e reti in Nazionale
| Cronologia completa delle presenze e delle reti in nazionale ― Stati Uniti | Cronologia completa delle presenze e delle reti in nazionale ― Stati Uniti | Cronologia completa delle presenze e delle reti in nazionale ― Stati Uniti | Cronologia completa delle presenze e delle reti in nazionale ― Stati Uniti | Cronologia completa delle presenze e delle reti in nazionale ― Stati Uniti | Cronologia completa delle presenze e delle reti in nazionale ― Stati Uniti | Cronologia completa delle presenze e delle reti in nazionale ― Stati Uniti | Cronologia completa delle presenze e delle reti in nazionale ― Stati Uniti |
| Data                                                                       | Città                                                                      | In casa                                                                    | Risultato                                                                  | Ospiti                                                                     | Competizione                                                               | Reti                                                                       | Note                                                                       |
| -------------------------------------------------------------------------- | -------------------------------------------------------------------------- | -------------------------------------------------------------------------- | -------------------------------------------------------------------------- | -------------------------------------------------------------------------- | -------------------------------------------------------------------------- | -------------------------------------------------------------------------- | -------------------------------------------------------------------------- |
| 20-8-1972                                                                  | Saint John's                                                               | Canada                                                                     | 3 – 2                                                                      | Stati Uniti                                                                | Qual. Mondiali 1974                                                        | -                                                                          |                                                                            |
| 29-8-1972                                                                  | Baltimora                                                                  | Stati Uniti                                                                | 2 – 2                                                                      | Canada                                                                     | Qual. Mondiali 1974                                                        | -                                                                          | Ingresso                                                                   |
| 3-9-1972                                                                   | Città del Messico                                                          | Messico                                                                    | 3 – 1                                                                      | Stati Uniti                                                                | Qual. Mondiali 1974                                                        | -                                                                          | 10’                                                                        |
| 10-9-1972                                                                  | Los Angeles                                                                | Stati Uniti                                                                | 1 – 2                                                                      | Messico                                                                    | Qual. Mondiali 1974                                                        | -                                                                          | 56’                                                                        |
| Totale                                                                     |                                                                            | Presenze                                                                   | 4                                                                          |                                                                            | Reti                                                                       | 0                                                                          |                                                                            |